# 白井恵子
白井 恵子（しらい けいこ ）はNHK札幌放送局のキャスター、女優。

## 人物
東京都出身。
大学卒業後、フリーアナウンサーとして活躍。イベント司会やケーブテレビ局での仕事を経てNHK札幌放送局の契約キャスターに採用。
NHK札幌局では全国放送の「お元気ですか日本列島」で北海道地区担当キャスターを担当。北海道ローカルの夕方ニュース「ネットワーク北海道」ではリポーターも担当。
その後、女優として舞台、映像の分野で活動している。2016年、主演した作品が韓国29秒映画祭で特別賞を受賞。

## 主な経歴

### 舞台
- 「娼年」　2016年
- 「星降る夜に出かけよう」　2015年　演出・中江翼
- 「ホテルコロワニア」　2014年

### 映像
- NHK「スリル」レギュラー　墨田沙和役　2017年
- 短編映像「Hot Coffee」　アナウンサー役　2017年　キムセジュン監督　My RODE Reel Short Film Competition 2017 ベストコメディ賞
- テレビ朝日「就活家族」レギュラー　2017年
- 短編映像「MAKE A WISH」主演　2016年　キムセジュン監督　韓国29秒映画祭特別賞
- NHKドラマ「美女と男子」女子アナ役　2015年

### アナウンサー時代の担当番組
- NHK総合「お元気ですか日本列島」キャスター
- NHK札幌「ネットワークニュース北海道」 リポーター
- JCNコアラ「デイリーニュース」キャスター